# Koroush Namazi
Koroush Namazi  (* 1959 in Teheran) ist ein iranisch-deutscher Maler.

## Leben
Koroush Namazi schloss 1985 nach dreijährigem Studium die Schule für Kunst und Malerei Ayden Aghdaslu mit dem Examen ab. Er lehrte als Dozent an der Universität Teheran. 1984 nahm er an der Ausstellung des Goethe-Instituts der Stadt Teheran teil. Ende der 1980er Jahre kam er als Asylsuchender nach Deutschland. 1992 erhielt er den zweiten Preis in der Kategorie Malerei des Kunstpreises Kirn. Er lebt in Mainz.
Seine Werke befinden sich weltweit in Sammlungen und in Privatbesitz.

## Stil
Koroush Namazi verwendet hauptsächlich Acrylfarben, diese teils in Mischtechnik auf Leinwand. Die Darstellungen zeigen meist figurartige Erscheinungen mit klaren Linien und Konturen. Diese werden in vielen Werken aus ihrer Gegenständlichkeit heraus gewandelt.
Die meisten seiner Werke können der abstrakten Malerei der modernen Kunst zugeordnet werden.